# Ruinödla
Ruinödla (Podarcis siculus) är en ödla som tillhör familjen egentliga ödlor. Den blir upp till 25 centimeter lång inklusive svansen och förekommer naturligt i Europa söder om Alperna i Italien och allra sydligaste Schweiz, på Korsika och Sardinien samt längs Adriatiska havets norra östra kust. Arten har därtill införts till och etablerat sig på några ställen i Medelhavsområdet där den inte är ursprunglig. Den har även införts till några områden i USA. 

## Kännetecken
Det finns ett stort antal beskrivna underarter av ruinödlan som förutom utbredning även skiljer sig något åt i färger och mönster. Ovansidan av kroppen är ofta grönaktig till brunaktig med fläckiga och strimmiga sidor. Undersidan av kroppen är generellt ljusare och mer vitaktig. En speciellt märkbar avvikande färgtäckning har underarten P. s. coerulea som förekommer på Capri. Denna underart är blåaktig, mörkare svartblå på ovansidan och ljusare och klarare blå på undersidan. 
Kroppen är slank och smidig med muskulösa och starka ben och lång svans som är avsmalnande mot spetsen. Ödlans längd inklusive svansen är som fullvuxen 15-25 centimeter. Svansen utgör mer än hälften av den totala längden då den är nära dubbelt så lång som kroppen. Hanen är något större än honan.
På grund av den stora variation som ruinödlan uppvisar finns det teorier om att det kan röra ett artkomplex (Oliverio et al. 1998 och 2000). Men det finns också auktoriteter som menar att det finns en naturlig ovanligt stor variation inom arten (Capula och Ceccarelli, 2003).

## Utbredning
Ruinödlan förekommer naturligt i Europa söder om Alperna i Italien, allra sydligaste Schweiz, Bosnien och Hercegovina, Kroatien, Montenegro och Slovenien, samt på Korsika och Sardinien. Den har införts till ett antal andra områden i Medelhavsområden där den etablerat isolerade populationer, som södra Frankrike, Portugal och Spanien (lokalt på fastlandet och på Menorca) och västra Turkiet (på båda sidor om Bosporen). Den är även införd på öarna Lampedusa (hör till Italien) och Galiteöarna (hör till Tunisien). Möjligen har den även introducerats till Tunisiens fastland och till Libyen. Arten förekommer även som introducerad i några områden i USA.

## Status
Ruinödlan är inom sitt naturliga utbredningsområde generellt en allmän och vanlig art, utom i de allra nordligaste delarna där den är något mindre vanlig. Internationella naturvårdsunionen listar därför arten som livskraftig. Den omfattas av skydd enligt Bernkonvensionens appendix II och EU:s habitatdirektiv. I områden där den blivit införd kan den betraktas som en invasiv art med potential att breda ut sig på ursprungliga arters bekostnad.

## Levnadssätt
Artens levnadsmiljöer är gräsmarker, buskmarker och skogskanter. Den förekommer även i människans närhet i exempelvis parker, vinodlingar och fruktträdgårdar samt i bebyggda områden i trädgårdar och längs vägkanter, häckar och stenmurar. Arten har återfunnits upp till 2 200 meter över havet. Fortplantningen är ovipar, det vill säga honorna lägger ägg.

## Snabb mikroevolution
Ruinödlan uppmärksammades 2008 i en vetenskaplig studie om hur arter kan genomgå en snabb mikroevolution. Forskare flyttade 1971 fem vuxna par ödlor (tio individer, fem hanar, fem honor) från den kroatiska ön Pod Kopište till ön Pod Mrčaru några kilometer längre österut där inga ruinödlor tidigare förekom. Området blev dock senare otillgängligt på grund av oroligheter och Jugoslaviska krigen 1991-1995. När forskare åter började studera ödlorna på Pod Mrčaru då området blev säkrare igen befanns både tydliga morfologiska förändringar och beteendemässiga förändringar ha skett under de något mer än trettio år som gått. Genetiska studier stödde att de ödlor som fanns kvar på Pod Mrčaru på 2000-talet härstammade från de i början av 1970-talet införda individerna.